# Coccidencyrtus maculicornis
Coccidencyrtus maculicornis är en stekelart som först beskrevs av Blanchard 1940.  Coccidencyrtus maculicornis ingår i släktet Coccidencyrtus och familjen sköldlussteklar. Inga underarter finns listade i Catalogue of Life.